# Virer (navigation)
Le verbe virer, dans le cadre de la navigation maritime et fluviale peut avoir plusieurs significations :
- Sur un voilier, virer de bord consiste à changer la position du bateau de telle manière que la poussée du vent exercée sur le bateau passe d'un bord à l'autre. On utilise aussi l'expression « changer d'amure ». Lorsque le virement de bord se fait en faisant passer le vent par l'arrière du bateau, on utilise le verbe Empanner ou le substantif empannage ou encore l'expression « virer lof pour lof ».
- Virer une marque, une bouée… signifie la contourner, passer à son large.
- Virer un cordage, employé généralement sur un navire d'une certaine taille ou dans l'ancienne marine à voile, c'est tendre un cordage ou une chaîne à l'aide d'un treuil ou d'un appareil mécanique (virer au guindeau, au cabestan). Si l'on reprend un cordage à la main, on utilisera le verbe embraquer. Pour la manœuvre inverse on utilise les verbes dévirer, mollir.